# Isla Brasilera
La isla Brasilera (en portugués: Ilha brasileira) es una pequeña isla fluvial, de unos 3,7 km de largo y 0,9 km de anchura (2,8 km²), bajo administración brasileña y reclamada por Uruguay. Se encuentra ubicada en la confluencia de la desembocadura del río Cuareim en el río Uruguay en el punto trifinio de encuentro con las fronteras de la Argentina, Brasil y Uruguay.

## La reclamación

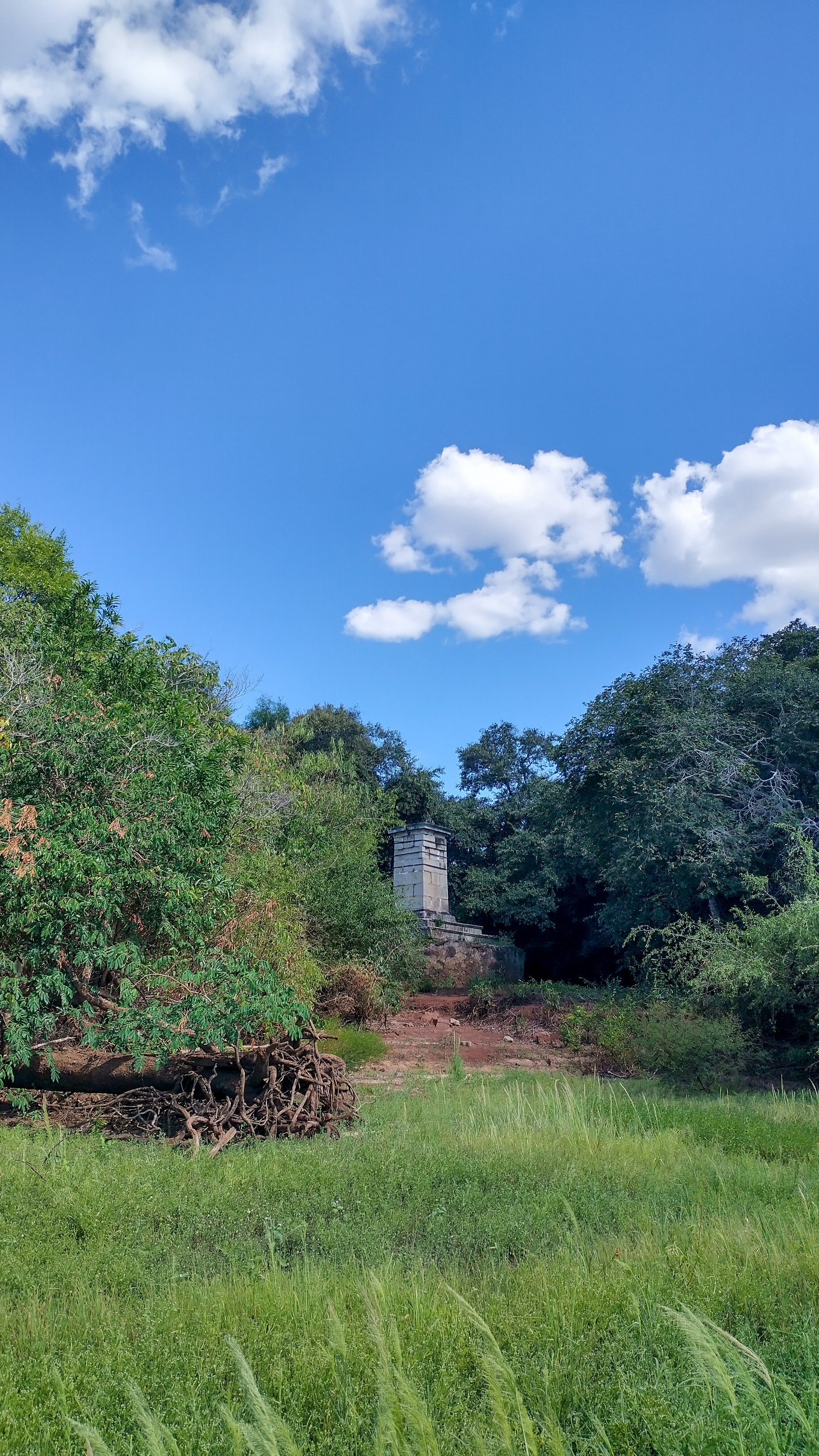
Mojón en referencia al punto tripartito

Uruguay reclama desde 1940 que la isla fue erróneamente adjudicada al Brasil al ser demarcada unilateralmente la frontera entre ambos en 1862, señalando que la isla se halla en el río Uruguay y no en el río Cuareim, por lo que debería pertenecer a su departamento de Artigas, lo cual no es aceptado por Brasil. En opinión del Gobierno uruguayo la isla y el tramo del río Uruguay en que se encuentra se halla sin delimitar entre Argentina y Uruguay, pues este país y Brasil no tienen fronteras comunes en ese río. De acuerdo a esa opinión, el punto trifinio en que se encuentran los límites de los tres países debería hallarse al este de la isla y no al oeste como han acordado Argentina y Brasil.
En agosto de 2009 un incendio de grandes proporciones destruyó el 40 % de la vegetación nativa de la isla. En ese momento, la isla se hallaba habitada por una familia brasileña.

## Historia

### Delimitación y demarcación
El Tratado de Límites firmado en octubre de 1851 entre Uruguay y Brasil dispuso que las islas que se encontraran en la desembocadura del río Cuareim serían de dominio brasileño. 

Articulo III: (...) hasta el punto que comienza el gajo del Cuareim denominado arroyo de la Invernada por la carta del Vizconde de San Leopoldo, y sin nombre en la carta del Coronel Reyes, y descendiendo por el dicho gajo hasta entrar en el Uruguay; perteneciendo al Brasil la isla o islas que se hallan en la embocadura del dicho río Cuareim en el Uruguay.

A través de notas reversales, el 3 de diciembre de 1851 se aclaró que: 

Haciéndose esta declaración ha quedado sobrentendido, de acuerdo con todos los principios admitidos en las estipulaciones relativas a la navegación de las aguas en común, que Brasil no hará uso de la isla o islas de la embocadura del Cuareim para dificultar o impedir la libre navegación de los ribereños.

En el informe que el negociador uruguayo del tratado, Andrés Lamas, elevó a su gobierno, expresó:

Los Plenipotenciarios imperiales que cedieron de los límites de 1819, obligándose por ello a contrariar a la población del Rio Grande y a quitarle sus más queridas esperanzas, cedieron también las aguas vertientes del Cuareim y se limitaron a pedirme que les diese una sola estancia - la del Barón de Cerro Largo - tomando el gajo del Cuareim que llaman de la Invernada y la isla de la embocadura de ese río en el Uruguay - isla que es también de propiedad brasilera - para poder establecer allí depósitos de carbón, etc. para la navegación que va a sernos común.

En 1853 comenzaron los trabajos de demarcación de la frontera por medio de la Comisión Mixta a partir de la costa atlántica. A comienzos de 1860 Uruguay retiró su participación en la Comisión Mixta por problemas económicos. Los técnicos brasileños continuaron los trabajos, por lo que a mediados de 1861 el Gobierno de Uruguay envió una nota al Brasil:

Ha llegado a conocimiento de este Gobierno, que por un empleado brasilero y sin intervención de ninguna autoridad oriental, se están colocando irregularmente marcos que indican la línea divisoria entre los dos Estados (...) por lo que el Gobierno Oriental considera ilegal cuanto en aquel sentido se hubiera hecho o se viniera a hacer por parte del Imperio sin la concurrencia de la República.

En enero de 1862 fue colocado el último marco (Hito principal 13-P) en el extremo sur de la isla, que desde entonces se llamó Brasilera. 
En 1916 Argentina y Uruguay firmaron un Tratado de Límites en el río Uruguay que luego no fue ratificado por Uruguay. Ese tratado establecía que desde la desembocadura del Cuareim, seguirá por el "talweg" de dicho río Uruguay hasta la desembocadura de éste en el estuario del Plata, mencionando las islas adjudicadas a cada país, pero sin hacer referencia a la isla Brasileña aún no reclamada por Uruguay.

### Inicio de la disputa
En 27 de diciembre de 1927 fue firmada la Convención Complementaria de Límites entre Brasil y la Argentina, que en su artículo 3 establece:

(...) La línea divisoria entre el Brasil y la República Argentina, en el Río Uruguay, comienza en la línea normal entre las dos márgenes del mismo río, y que pasa un poco aguas abajo de la punta sudoeste de la Isla Brasilera del Cuareim, también llamada Isla Brasilera, sigue, subiendo el río, por el canal navegable de éste, entre la margen derecha, o argentina, y la márgenes occidental y septentrional de la isla del Cuareim o Brasilera, pasando frente a la boca del Cuareim, que separa al Brasil de la República Oriental del Uruguay (...)

En 1928, a partir de un reconocimiento hidrográfico, se concluyó en Uruguay que la isla Brasilera se hallaba en el río Uruguay y no en el Cuareim. 
El 8 de septiembre de 1940, luego de la ratificación de la Convención Complementaria de Límites entre Brasil y la Argentina, el Gobierno uruguayo presentó una nota de reserva al tratado ante las cancillerías de ambos países. En esa nota el Gobierno uruguayo objetó que los intereses de Uruguay no habían sido considerados, afirmando que la isla Brasilera se halla ubicada al sur de la desembocadura del Cuareim en pleno río Uruguay y considerándola no demarcada aún ya que el hito en el extremo sur de la isla fue construido en 1862 por Brasil unilateralmente.
De las contestaciones de los gobiernos de Argentina y Brasil, surgió que ambos mantenían sus posiciones incambiadas.  
El 7 de abril de 1961 fue firmado el Tratado de límites del Río Uruguay entre la Argentina y Uruguay:

Artículo 1º. El límite entre la República Argentina y la República Oriental del Uruguay en el río Uruguay, desde una línea aproximadamente normal a las dos márgenes del río que pase por las proximidades de la punta sudoeste de la isla Brasilera hasta el paralelo de Punta Gorda, estará fijado en la siguiente forma: A) Desde la línea anteriormente mencionada que pasa por las proximidades de la punta Sudoeste de la isla Brasilera hasta la zona del Ayuí (perfil donde se construirá la presa de Salto Grande) el límite seguirá la línea media del cauce actual del río (...)

El Gobierno uruguayo firmó el tratado realizando la siguiente reserva:

En el acto de firmar, como plenipotenciario de la Republica el Tratado de Límites en el Río Uruguay, (...) debo, por expresa instrucción de mi Gobierno reiterar del modo mas solemne - como así lo hago - la reserva ya formulada en 1940 de los derechos que corresponden a mi país en la zona del río Uruguay deslindada entre la República Argentina y los Estados Unidos del Brasil, por la Convención Complementaria de Límites de 27 de diciembre de 1927.

En 1974 por medio de un decreto, el Gobierno del Uruguay ordenó que en los mapas oficiales la isla aparezca como "límite contestado".
Uruguay continuó enviando notas al Brasil reclamando la demarcación de la isla: el 17 de agosto de 1988, el 4 de diciembre de 1989, el 22 de octubre de 1990 y el 28 de julio de 1997, sin aceptación brasileña.

## Punto tripartito

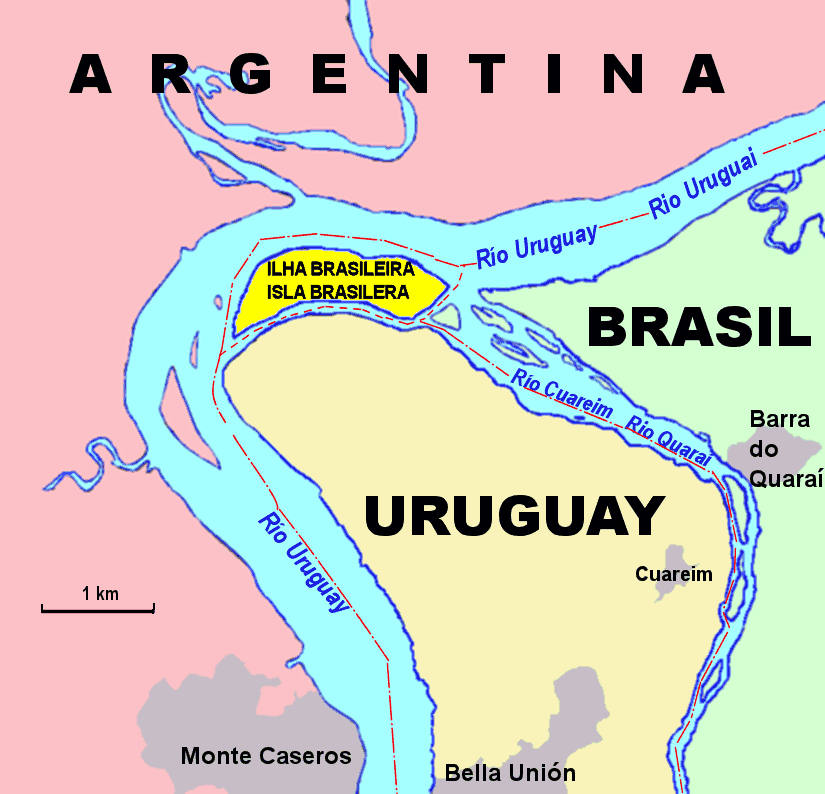
Triple frontera con la Isla Brasilera en el centro.

Debido a que el Tratado de 1961 con la Argentina definió la frontera a partir del extremo sur de la isla Brasilera, Uruguay considera que no ha definido su frontera con la Argentina al norte de ese punto en las aguas del río Uruguay que bañan a la isla. 
Para Uruguay, el punto tripartito del límite Argentina-Brasil-Uruguay se encuentra indefinido, ya que al sur del extremo meridional de la isla la frontera argentino-uruguaya que sigue la línea media del río ha sido definida, pero no hacia el norte de ese punto si la isla se considerara uruguaya. El límite argentino-brasileño en el río Uruguay sigue el canal de navegación, y ha sido determinado en torno a la isla, por lo que ambos países consideran establecido el punto tripartito.
Las aguas que median entre la isla Brasilera y la costa uruguaya siguen el régimen de álveo, o de condominio de ambos países, debido a que Brasil las considera como parte del río Cuareim, que sigue ese régimen desde el Tratado de 1851. Para Uruguay esas aguas son parte del río Uruguay y considera que debieran pertenecerle.